# Cestrum laurifolium
Cestrum laurifolium (auch Lorbeerblättriger Hammerstrauch) ist eine Pflanzenart aus der Gattung der Hammersträucher (Cestrum). 

## Beschreibung
Cestrum laurifolium ist ein unbehaarter Strauch mit einer Wuchshöhe von 1,5 bis 4 m. Die Zweige sind grau und gestreift. Die Laubblätter sind fast lederig, elliptisch, langgestreckt oder umgekehrt eiförmig. Sie werden 5 bis 17 cm lang und 2 bis 7 cm breit. Nach vorn sind sie stumpf bis abgerundet oder nur selten auch spitz bis kurz-zugespitzt. Die Basis ist verschmälert oder stumpf. Beide seiten sind unbehaart und glänzend, die Adern sind nur kaum ausgeprägt. Die Blattstiele sind schlank und 4 bis 15 mm lang.
Die Blütenstände sind Rispen, die aus drei bis fünf Blüten bestehen und insgesamt deutlich kürzer als die Blätter sind. Die Blütenstiele sind 2 bis 4 mm lang und behaart. Der Kelch hat eine Länge von 2,5 bis 3,5 mm und ist zur Blüte schmal glockenförmig, an der Frucht verbreitert er sich. Die Kelchzähne sind sehr kurz, dreieckig und bewimpert. Die Krone ist blassgelb oder grünlich gelb, schmal trichterförmig und 10 bis 20 mm lang. Die Kronröhre ist 10 bis 15 mm lang. Die Kronlappen sind langgestreckt-eiförmig, stumpf und an den Rändern flaumhaarig besetzt. Die Staubfäden sind unbehaart und weisen an der Basis einen Zahn auf.
Die Beerenfrüchte sind eiförmig-kugelförmig bis elliptisch und 7 bis 10 mm lang. Sie sind schwarz bis violett-schwarz gefärbt und enthalten drei bis sieben Samen. Diese sind elliptisch oder rechteckig langgestreckt und etwa 5 mm lang.

## Vorkommen
Die Art kommt auf allen Westindischen Inseln mit Ausnahme Jamaikas vor. Sie wächst dort in Dickichten, Wäldern und an Berghängen in tiefen bis mittleren Höhenlagen, meist in nassen oder feuchten Gebieten.